# ジャチント・ジミニャーニ
ジャチント・ジミニャーニ（Giacinto Gimignani、1606年1月23日（洗礼日）- 1681年12月9日）はイタリアの画家、版画家である。

## 略歴
トスカーナのピストイアに 画家のアレッシオ・ジミニャーニ(Alessio Gimignani:1567-1651)の息子に生まれた。父親の工房で働き、ピストイアの教会の装飾画を早くから描いていたとされる。遅くとも1630年にはローマに移り、1632年にはローマで建設中のパラッツォ・バルベリーニで働いた。
その画風がピエトロ・ダ・コルトーナ(1596-1669)に近いことから、ローマでははじめコルトーナの工房で働いていたと推測されている。その後、ニコラ・プッサン(1594-1665)の古典主義的なバロックのスタイルに近づいていったとされる。1634年までにはローマのアカデミア・ディ・サン・ルカの会員になった。16370年代の終わりには、オランダやドイツ、フランスの画家たちと交流している。
フィレンツェ出身のローマ教皇、ウルバヌス8世の教皇庁のメンバーから絵の注文を受けるようになり、1640年11月に画家のアレッサンドロ・トゥルキ(Alessandro Turchi: 1578-1649)の娘と結婚し、ローマに邸を持った。
1640年代には義父のトゥルキやアンドレア・サッキ(1599-1661)から影響を受けたとされる。サッキの指揮で、ラテラーノ洗礼堂の壁画をアンドレア・カマセイ(Andrea Camassei: 1602-1649)と カルロ・マラッタらと分担して描いた。1640年代後半から版画も制作し、歴史家のファミアーノ・ストラーダの著書、『De Bello Belgico』の挿絵も制作した。
1652年にフィレンツェに移り、メディチ家の宮廷で働き、1652年から1654年の間はピストイアのロスピリオーシ邸の装飾画を描くなどの仕事をした。1661年にローマに戻り、画家になった息子のルドヴィコ・ジミニャーニ(Ludovico Gimignani: 1643-1697) とも働いた。ローマで没した。

## 作品

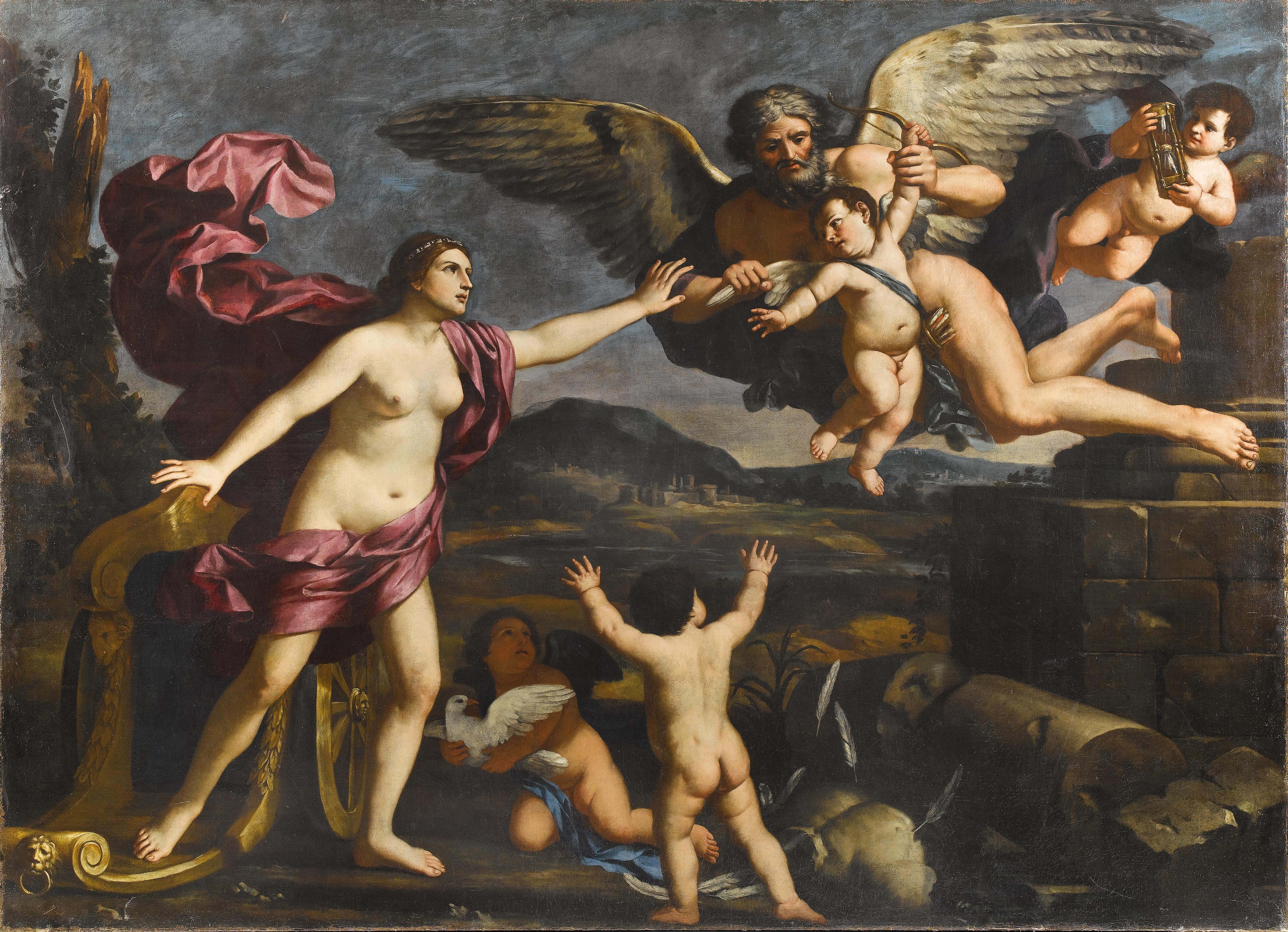
ヴィーナスとキューピットとクロノス
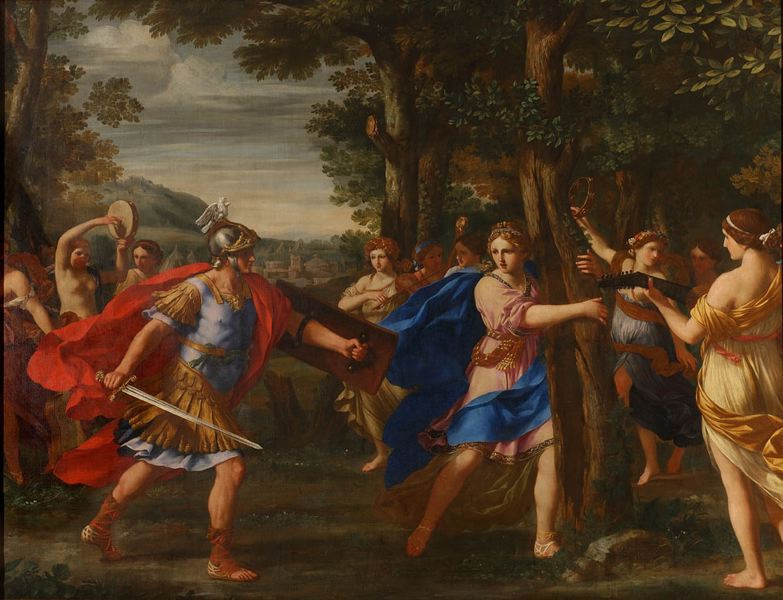
『リナルドとアルミーダの出会い』
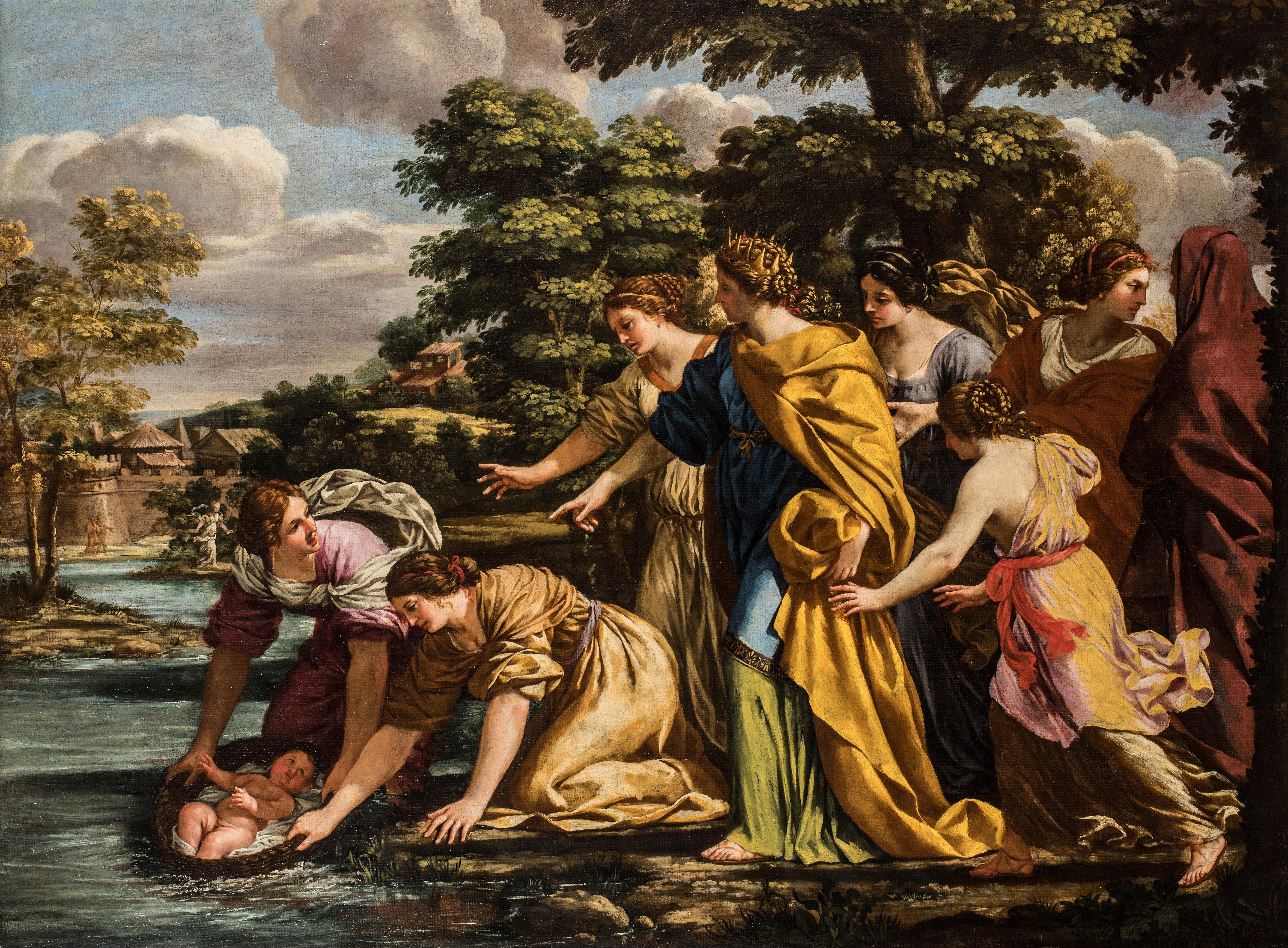
「ナイル川で見つけられた幼児モーセ

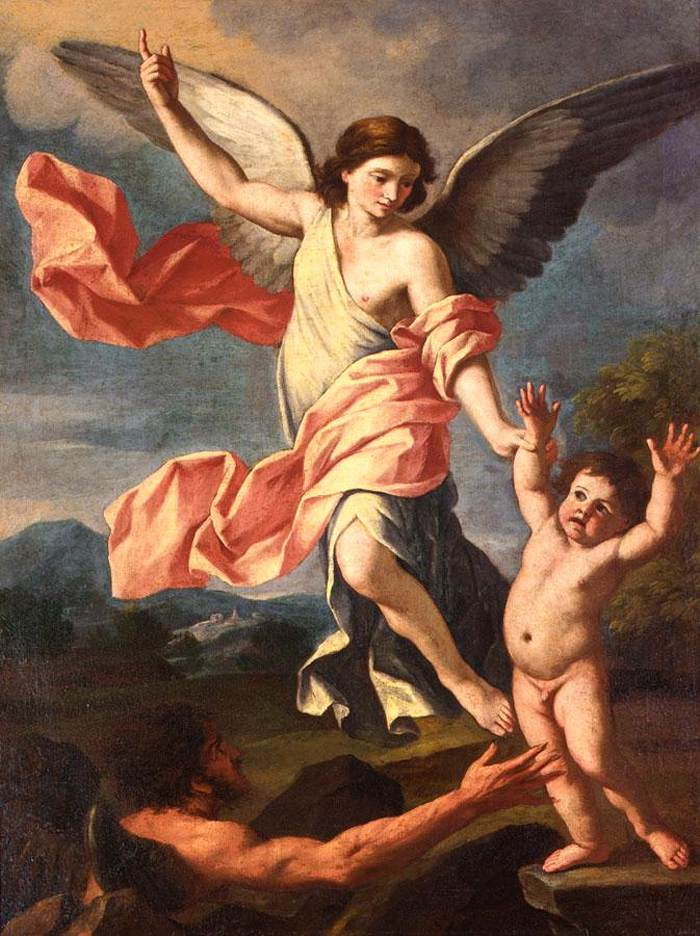
子供の魂を争う天使と悪魔
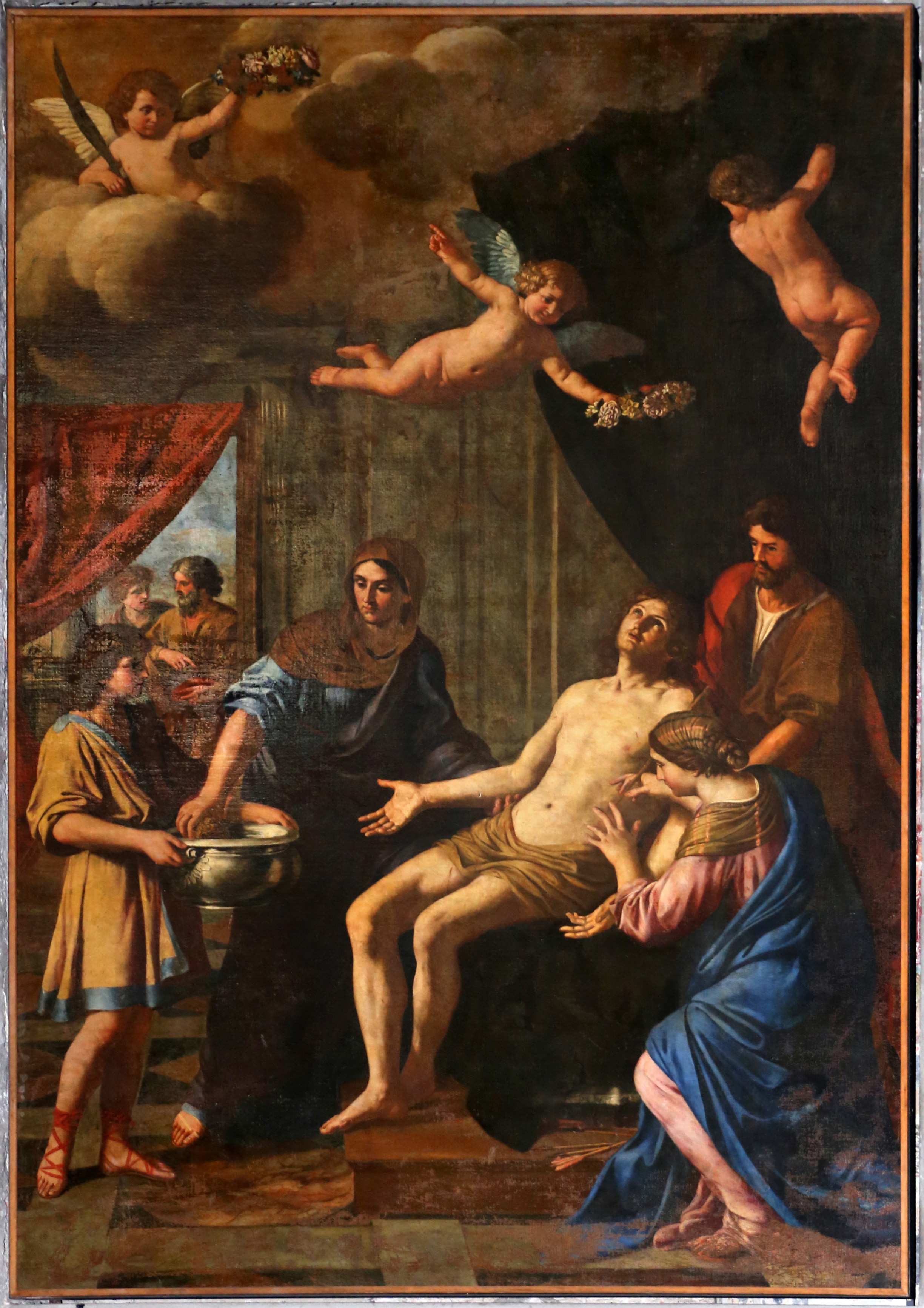
敬虔な女性に介抱される聖セバスチャン (1642)
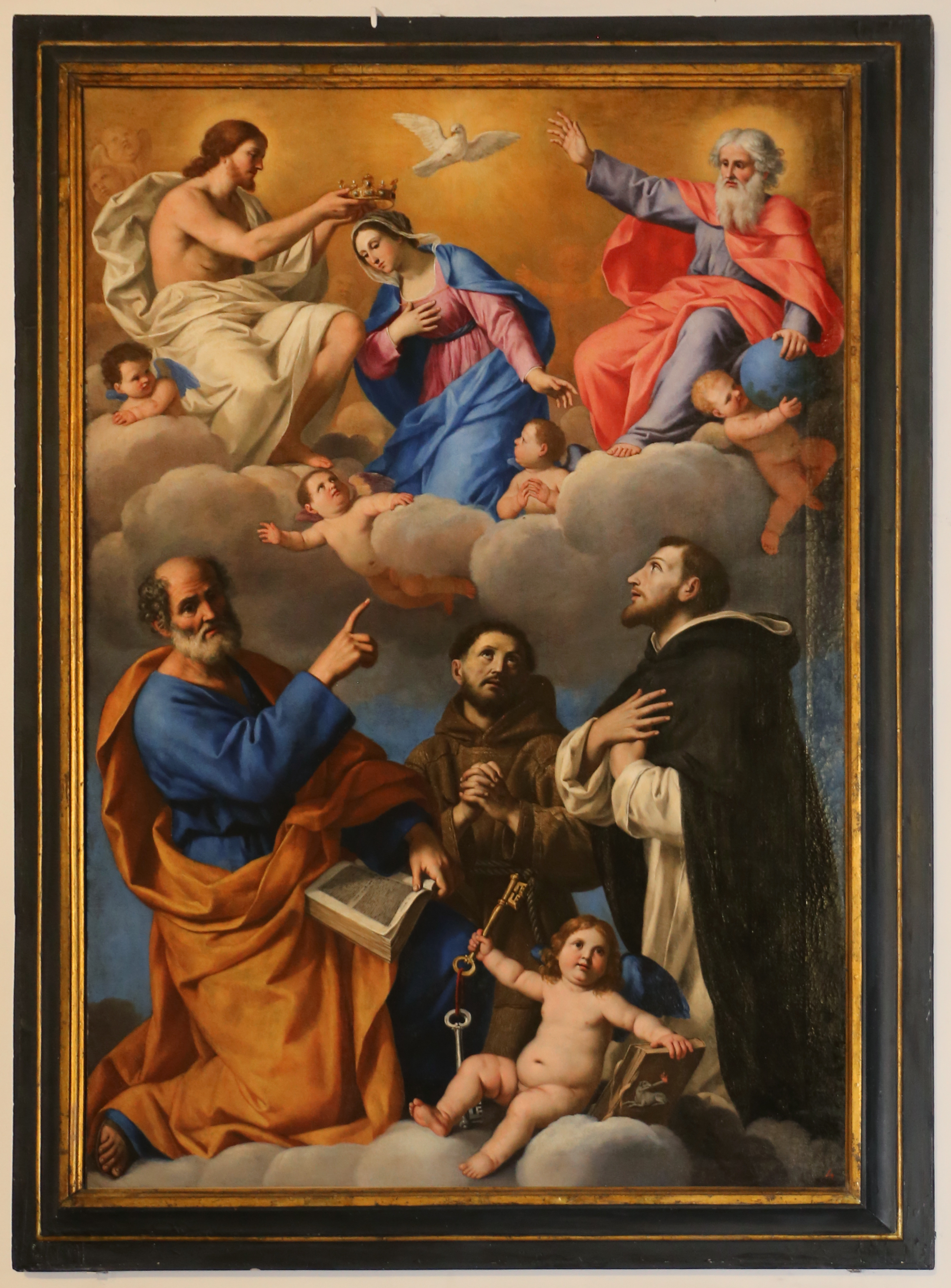
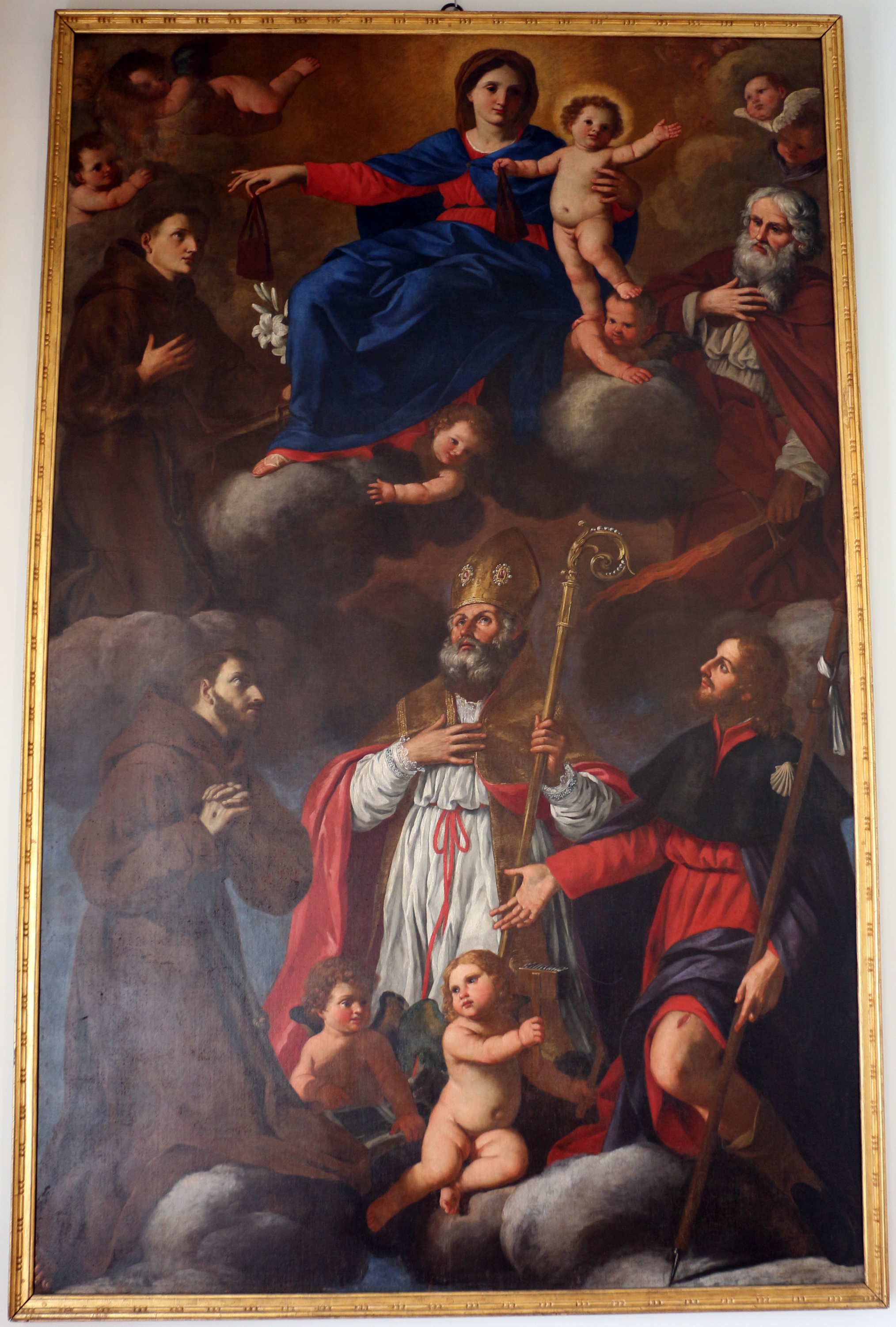